# Абу Джафар ар-Рашид
Абу Джафар ар-Рашид або ар-Рашид II (*1109 — 6 червня 1138) — 30-й володар Багдадського халіфату в 1135—1136 роках. Тронне ім'я перекладається як «Справедливий». Повне ім'я — Абу Джафар аль-Мансур ібн аль-Фадль аль-Мустаршид ар-Рашид біллах.

## Життєпис
Походив з династії Аббасидів. Син халіфа аль-Мустаршида. Народився у 1109 році в Багдаді, отримавши ім'я Мансур. Здобув гарну освіту, замолоду залучався батьком до державних справ. З 1125 році, після поразки батька від сельджуків та заслання того до Персії, фактично керував державою.
У 1135 році після загибелі аль-Мустаршида стає новим халіфом під ім'ям ар-Рашид. Продовжив політику попередника на здобуття незалежності від Іракського султанату сельджуків. Для цього уклав союз з Імад ад-Діном Зенгі, еміром Халеба і Мосула. після цього навмисно спровокував війну з султаном Масудом, відмовившись сплачувати данину в 400 тис. динарів та визнавши султаном Іраку Дауда ібн Махмуда. Останній взяв в облогу Багдад. Не маючи змоги чинити спротив, халіф разом з Зенгі відступив до Мосула.
У 1136 році ар-Рашида було повалено й замінено стрийком Мухаммадом. Втім, ар-Рашид не змирився з цим, намагаючись повернути трон. З Мосула він перебрався до Тебриза, потім Хамадана. Зрештою зупинився в Ісфагані, де його у 1138 році на мосту Шахрестан убили асасіни.